# Мельтойер (Гроспоствиц)

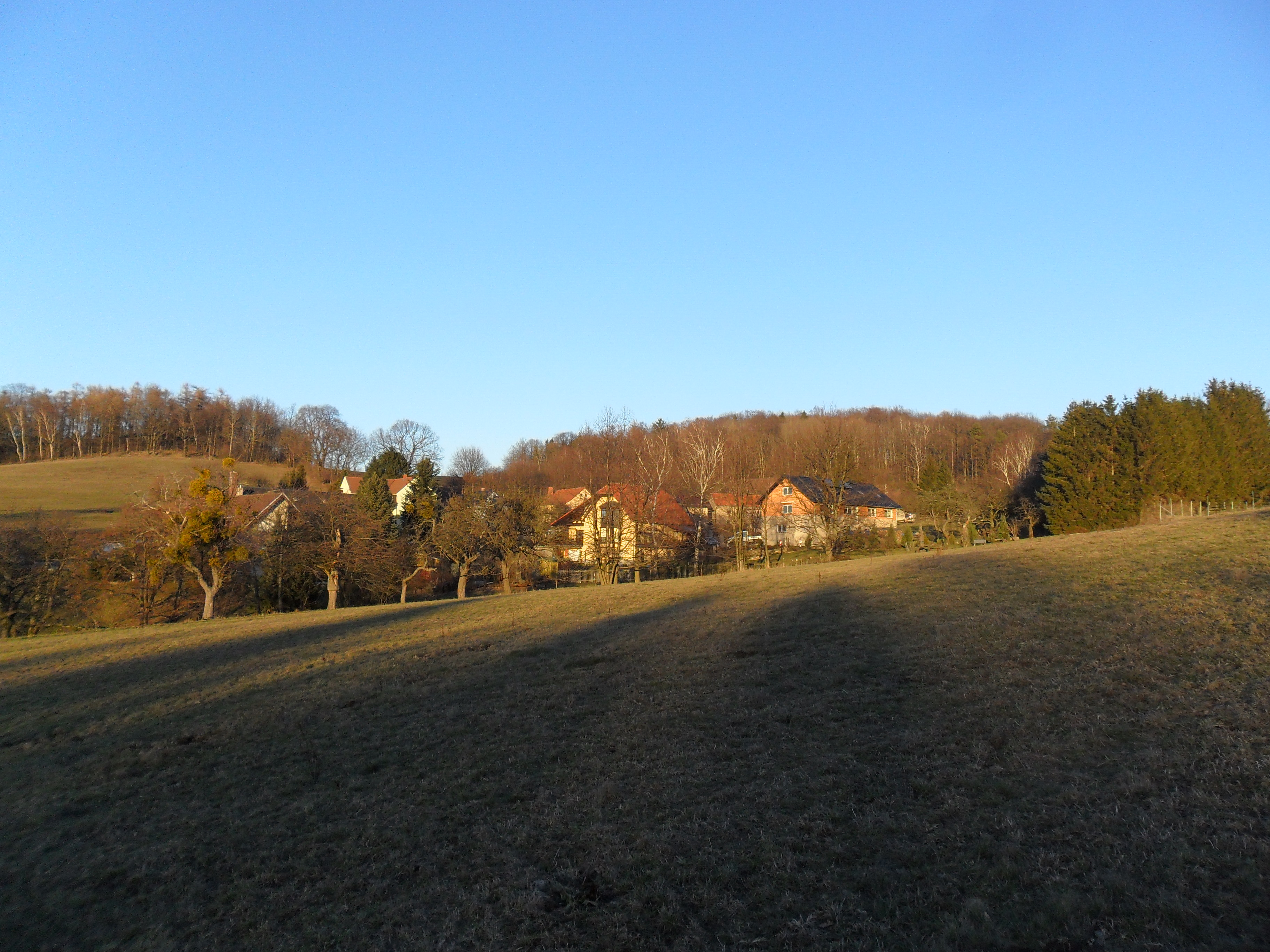

Мельтойер или Лю́бенц (нем. Mehltheuer; в.-луж. Lubjencо файле) — деревня в Верхней Лужице, Германия. Входит в состав коммуны Гроспоствиц района Баутцен в земле Саксония. Подчиняется административному округу Дрезден.

## География
Располагается на юго-восток от Баутцена в котловине между холмами Мельтойэрберг (Любенц, 382, 4 м.) и Шмориц (Жморц, 412 м.). На юго-западе от деревни находится холм Тромберг (Любин, 432 м.).
Соседние населённые пункты: на юго-востоке — деревня Сплоск коммуны Кубшюц и на западе — деревня Бонецы.

## История
Впервые упоминается в 1370 году под наименованием Wilricus, Wilrich de Lubnz.
С 1936 по 1973 года входила в коммуну Грубдиц, с 1973 по 1994 года — в коммуну Енквиц. С 1994 года входит в современную коммуну Гроспоствиц.
В настоящее время деревня входит в состав культурно-территориальной автономии «Лужицкая поселенческая область», на территории которой действуют законодательные акты земель Саксонии и Бранденбурга, содействующие сохранению лужицких языков и культуры лужичан.
Исторические немецкие наименования.
- Wilricus, Wilrich de Lubnz, 1370
- Melthewer, 1529
- Malteyer, 1562
- Maldeuer, Malteuer, 1584
- Lubencz, 1700
- Mahltheyer, 1732
- Mehltheuer, 1768

## Население
Официальным языком в населённом пункте, помимо немецкого, является также верхнелужицкий язык.
Согласно статистическому сочинению «Dodawki k statisticy a etnografiji łužickich Serbow» Арношта Муки в 1884 году в деревне проживало 49 человек (из них — 43 серболужичанина (87 %)).
| 1834 | 1871 | 1890 | 1910 | 1925 |
| ---- | ---- | ---- | ---- | ---- |
| 33   | 51   | 39   | 31   | 32   |